# Титус Халубинський

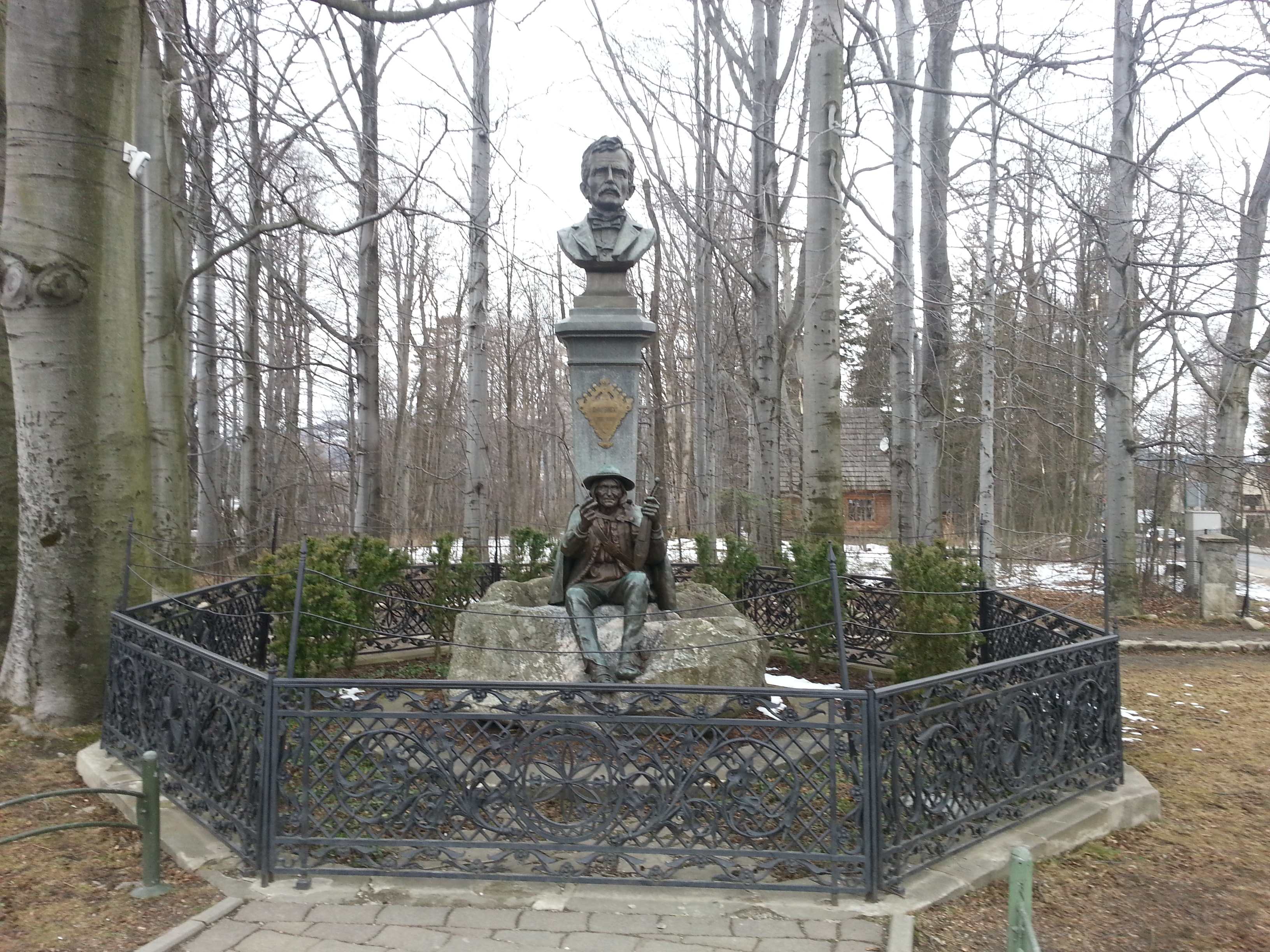
Пам'ятник Титусу Халубінському та Сабалі. Сабала у правій руці тримає смичок (який часто ламається).

Титус Халубинський (пол. Tytus Chałubiński; 29 грудня 1820, Радом — 4 листопада 1888, Закопане, Австро-Угорщина) — польський лікар, громадський діяч, краєзнавець. Один із засновників Польського татранського товариства. Його зусиллями місто Закопане в кінці XIX століття стало кліматичним курортом для лікування легеневих захворювань. Його ім'ям названо перевал «Ворота Халубинського», Татранський музей і вулиця у Закопане.

## Біографія
Титус Халубинський народився 29 грудня 1820 року в місті Радом. З 1838 по 1840 роки навчався в Медико-хірургічної академії у Вільно, після продовжив навчання в Дерпті. 13 липня 1844 року Титус Халубинський отримав диплом доктора в Вюрцбурзі. З 1845 року проживав у Варшаві, займаючись лікарською практикою в Евангелічному госпіталі. Пізніше працював лікарем у Томашуві-Мазовецькому. У 1848 році Титус Халубинський брав участь в угорській революції.
Крім лікарської практики Титус Халубинський цікавився краєзнавством і біологією, вивчав біологію мохів. Його іменем названі види мохів Peridinium chalubinskii і Chalubinskia tatrica. Також він вивчав етнографію гуралів. Під час краєзнавчих досліджень співпрацював з відомим гуральським провідником Яном Кшептовським.
Титус Халубинський помер 4 листопада 1888 року і був похований на кладовищі заслужених у Закопане.

## Пам'ять
- Титусу Халубинському присвячені наступні пам'ятники в Закопане:
  - Пам'ятник на перетині вулиць Халубинського і Замойського;
  - Пам'ятник на вулиці Храмцувки.
- Іменем Титуса Халубинського названі:
  - Вулиця в Закопане;
  - Гірський перевал «Ворота Холубинського»;
  - Татранський музей у Закопане.